# اروپای دوران نوسنگی

گسترش انقلاب نوسنگی در اروپا

فرهنگ‌های اروپایی در اواسط دوران نوسنگی

اروپای دوران نوسنگی (انگلیسی: Neolithic Europe) به دورهٔ زمانی گفته می‌شود که فناوری‌های دوره نوسنگی در گسترهٔ جغرافیای اروپا حاضر بود. آغاز و پایان این دوره در مناطق مختلف اروپا با یکدیگر متفاوت است و گاه با دوره‌های میان‌سنگی و عصر برنز هم‌پوشانی دارد، ولی به طور کلی طول تاریخی این دوران را از حدود سال ۷۰۰۰ (پ.م) با وقوع انقلاب نوسنگی و پایان دوره میان‌سنگی تا حدود سال ۱۷۰۰ (پ.م) و آغاز عصر برنز در اروپا تعریف می‌کنند.